# 진성호
진성호(秦聖昊, 1962년 11월 26일~)는 대한민국의 정치인이다. 대한민국 제18대 국회의원이다.

## 학력
- 석포초등학교 졸업
- 배정중학교 졸업
- 경남고등학교 졸업
- 서울대학교 경영학 학사

## 생애
1962년 경상남도 부산시에서 아버지 진상민(秦相敏)과 어머니 김해 김씨 김종규(金琮奎)의 딸 사이에서 2남 중 중 차남으로 태어났다.
1981년 경남고등학교를 졸업하였고, 1985년 서울대학교 경영학 학사 학위를 취득하였다. 
2008년 제18대 국회의원 직위에 재임하였다.

## 논란

### 네이버 평정 발언
2007년 대한민국 대통령 선거에서 한나라당 이명박 후보의 인터넷 본부장으로 활동하였다. 그런데 그 와중 2007년 네이버는 이미 평정됐다는 발언을 했으며, 손석희의 시선집중에서 이를 전격 시인하기도 하였다.
2009년 서울남부지방법원 2008년 7월 한나라당 진성호 전 국회의원을 상대로 NHN이 제기한 손해배상 청구소송에서 진성호 전 국회의원에게 '네이버 평정 발언'에 대하여 사과의 뜻을 밝히라며 조정 결정을 내렸고, 이에 '네이버 평정 발언'에 대해 허위사실임을 인정하고 NHN에 사과했으며 NHN은 2009년 7월 2일 네이버 공지사항을 통해 '한나라당 진성호 전 국회의원이 NHN에 드리는 사과문'이라는 제목으로 진성호 전 국회의원의 사과 내용을 공개했다.

## 역대 선거 결과
|  | 39.54% |

|  | 4.31% |

|  | 2.42% |

## 가족
- 친조부 진희규(秦喜葵) - 일본제국의 정치인
  - 아버지 진상민
  - 어머니
    - 자녀 1녀